# Tuatafa
Tuatafa ou Tu'atafa est un village de Wallis et Futuna, dans le royaume d'Alo, sur la côte nord-ouest de l'île de Futuna. 
Selon le recensement effectué en 2018, la population est de 2 habitants, ce qui en fait le village le moins peuplé de Futuna (hormis l'unique habitant de l'île d'Alofi).
Les habitants de Taoa s'y retrouvent pour célébrer la fête de la Sainte Famille le 30 décembre de chaque année. Cette fête est l'occasion d'un katoaga, en présence du Tu'i Agaifo (roi coutumier d'Alo).